# 金華廣播電視總台
金华广播电视总台及其台屬企業金华广电传媒集团為中華人民共和國浙江省金華市的一家綜合性媒體集團。其中金华广播电视总台也是中华人民共和国浙江省金华市的市级广播电视媒体，于2005年由原金华电视台、金华人民广播电台等机构组建。2023年2月21日，和原金华日报报业传媒集团（金华日报社）合并成立金华市传媒集团。

## 历史沿革

### 金华人民广播电台
金华人民广播电台的前身为1956年4月成立的金华县人民广播站。1958年10月，金华市和汤溪县广播站并入金华县广播站，迁至市区高园里，1974年又迁至新华街30号。
1985年8月金华撤地建市后，县广播站升格为地市级站，负责金华市本级及婺城区、金华县的广播事业工作。
1965年9月，浙江人民广播电台在金华建立代号为“702工程”的小功率转播台，委托金华县广播站代管。1971年工程更名为“7121工程”，后改称金华广播转播台，并于1987年建起湖头发射台。
1989年7月2日，金华市广播站和金华市广播转播台合并组建成立金华人民广播电台，并于1990年8月试播，10月16日正式播音。原全国人民代表大会常务委员会副委员长严济慈题写了台名。
1993年10月20日，金华经济广播电台开播，起初隶属于金华人民广播电台。1995年5月从金华人民广播电台分离出来，成为独立的事业法人。1997年4月重新与金华人民广播电台合并。

### 金华电视台

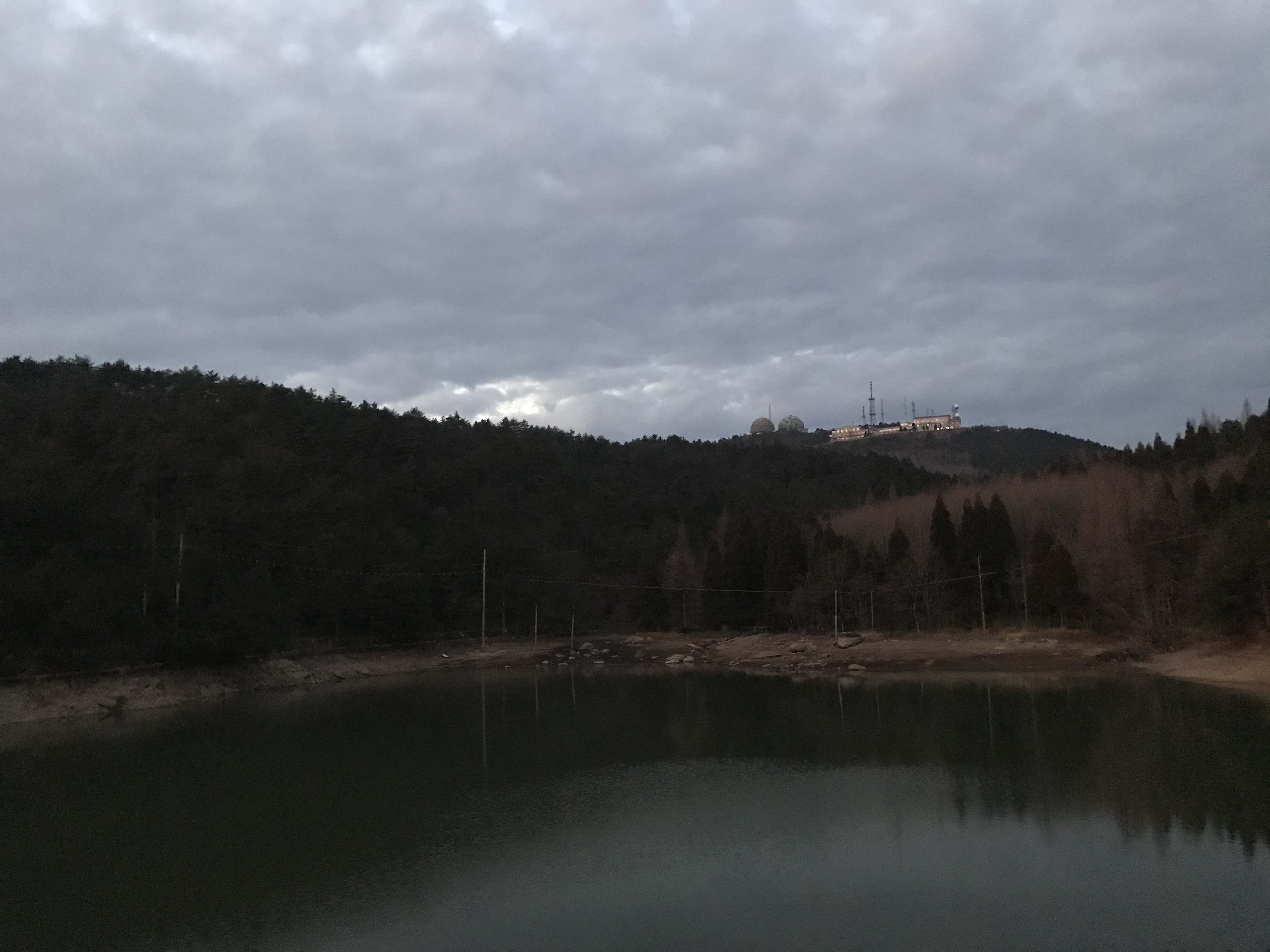
金华电视台北山发射塔

金华电视台的前身为金华电视调频转播台，于1970年筹建，1971年8月建立，对外称“711工程”。台址设在金华北山西湖峰，是浙江早期建立的一座高山骨干转播台，转播中国中央电视台及浙江电视台节目。
1983年10月，县级金华市开始筹建金华电视台，并于1984年1月31日试播，时任全国人大常委会副委员长严济慈题写了台名。1985年7月1日，金华电视台正式成立。同年，因金华撤地建市，金华电视台（县级）并入金华电视调频转播台，同时成立地级市的金华电视台，沿用原电视台呼号。
1995年3月，金华教育电视台开始筹建，同年10月1日以“金华教育电视台”呼号试播影视剧，次年1月推出自办节目。同年4月成立金华有线电视台，由原金华电视台有线电视站、金华电台的乡镇站管理部以及乡镇广播电视站合并组建而成，8月18日开播。
1996年，金华电视台、金华有线广播电视台、金华教育电视台合并，成立金华电视台总台。2002年10月，金华电视台、金华人民广播电台等机构合并组建金華廣播電視總台，2012年，金华广电传媒集团正式掛牌成立，與金華廣播電視總台為一個機構兩塊牌子。

## 旗下资产

### 电视频道
| 頻道名稱     | 语言   | 广播格式                    | 啟播時間 | 频道前身       | 備註                                                   | 備註 |
| 新闻综合频道 | 普通話 | SD: PAL 576i 16:9 HD：1080i |          | 金华电视台     | 金华市第一個无线電視頻道，以新聞、時事、專題類節目為主 |      |
| 教育科技频道 | 普通話 | SD: PAL 576i 16:9 HD：1080i |          | 金华教育电视台 | 以教育類節目為主                                       |      |
| 公共频道     | 普通話 | SD: PAL 576i 16:9 HD：1080i |          | 金华有线电视台 | 金华市第一個有线電視頻道，政策性综合电视频道           |      |

### 广播频率
| 頻道名稱 | 语言   | 频道频率 | 啟播時間      | 频道前身         | 備註                                                         |
| 综合广播 | 普通話 | FM104.4  |               | 金华人民广播电台 | 以新聞為主，集新聞性、公益性、服務性、監督性為一體的綜合頻率 |
| 交通广播 | 普通話 | FM101.4  |               |                  | 主要為駕車人士服務的頻率，提供路況播報、生活資訊及服務類節目 |
| 对农广播 | 普通話 | FM102.2  | 2012年7月30日 |                  | 主要提供对农節目                                             |